# Museo Picasso (Barcellona)
Il Museo Picasso è un museo di Barcellona che raccoglie una delle più vaste collezioni di opere dell'artista spagnolo Pablo Picasso, ed è uno dei più famosi e visitati musei della città.
È ospitato in cinque palazzi di epoca gotica contigui tra loro, all'interno del quartiere de La Ribera. La collezione permanente del museo è costituita da 4 249 opere, la maggior parte delle quali risalgono alla gioventù dell'artista, trascorsa appunto a Barcellona. Picasso si trasferì in città all'età di 14 anni quando suo padre, un insegnante d'arte, trovò lavoro presso la locale scuola.
Tra le opere più rappresentative esposte ci sono due delle sue prime opere di grande formato, La prima comunione del 1896 e Scienza e carità del 1897, alcuni lavori del periodo parigino (tra cui Margot), del periodo blu  e, più scarse, del periodo rosa, oltre a opere del secondo dopoguerra, come la serie di studi per le Meniñas o per i Piccioni. Cospicua anche una collezione di disegni, incisioni e ceramiche realizzati dall'artista.

## La collezione
Il percorso espositivo è organizzato per periodi e temi:
1. Málaga
2. La Coruña
3. Barcellona
4. Málaga: estati del 1896 e del 1897
5. Madrid
6. Horta de Sant Joan
7. Barcellona: 1899–1900
8. Parigi: 1900–1901
9. Il Periodo blu
10. Il Periodo rosa
11. Barcellona: 1917
12. 1917–1957
13. Las Meninas
14. Picasso incisore
15. Picasso ceramista

## Le opere maggiori
- Margot (1901)
- Madre con bambino malato (1903)
- Arlecchino (1917)
- Las Meninas (1957)

## Le mostre speciali
Spesso il Museo Picasso ospita speciali mostre in cui vengono presentate opere di Picasso o di altri artisti. Di tanto in tanto il museo organizza anche seminari e letture su argomenti legati al pittore o su pubblicazioni di argomento artistico-museale tenuti da esperti provenienti da tutto il mondo.